# Diodo varicap
Il diodo varicap o varactor è un particolare tipo di diodo a semiconduttore la cui caratteristica principale è di variare la capacità di giunzione al variare della tensione di polarizzazione inversa.
La sua funzione è quella di un condensatore variabile, e la sua natura di diodo passa in secondo piano.

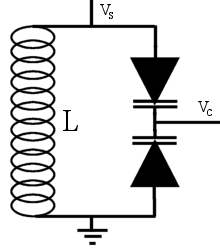
Tipo circuito implementativo con due diodi varicap. La tensione di controllo è Vc

Il diodo viene polarizzato inversamente in modo che non vi sia flusso di corrente. In queste condizioni, nella giunzione viene a formarsi una zona di svuotamento in cui i portatori liberi di cariche si ricombinano e scompaiono, e restano solo le cariche fisse non neutralizzate degli ioni droganti del cristallino. Lo spessore di questa zona, e la carica presente, sono proporzionali alla radice quadrata della differenza di potenziale applicata. Siccome è presente una carica dipendente da una variazione di potenziale, la giunzione ha un comportamento capacitivo. La zona di svuotamento agisce contemporaneamente come dielettrico e come armatura di un condensatore.
La capacità di un varicap è inversamente proporzionale alla radice della tensione:

{\displaystyle C_{j}={\frac {C_{j0}}{\sqrt {1-{V_{D} \over V_{bi}}}}}}

dove {\displaystyle V_{bi}} è la tensione built-in, caratteristica del diodo, e {\displaystyle V_{D}} è la tensione sul diodo.

Tutte le giunzioni p-n, e quindi tutti i diodi e transistor a semiconduttore, presentano in qualche misura questo fenomeno, che è spesso negativo in molte applicazioni.
Nel varicap, ed in alcuni più di altri, la progettazione mira ad aumentare invece l'effetto, aumentando la superficie di giunzione e drogando opportunamente il semiconduttore. In particolare si cerca di aumentare l'intervallo di variazione della capacità.
Non tutti i varicap sono diodi. Nella realizzazione di circuiti integrati in tecnologia CMOS è possibile implementare un varicap ponendo una regione fortemente drogata positivamente (chiamata impianto P+) all'interno di una regione leggermente drogata positivamente (chiamata PWELL). Similmente, nella tecnica NMOS si possono includere regioni N+ all'interno di regioni NWELL.
I varicap sono impiegati in amplificatori ed oscillatori, in particolare negli oscillatori controllati in tensione (VCO) facenti parte di un circuito PLL ed utilizzati nei moderni sintonizzatori e televisori.